# Liceul Teoretic „Jozef Gregor Tajovsky” din Nădlac

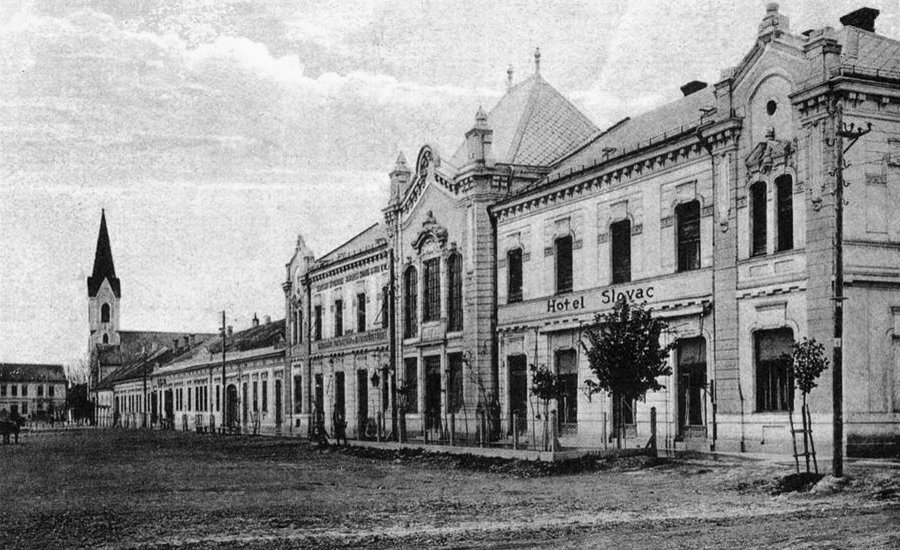
Clădirea hotelului Slovac în 1925, care în 1945 a devenit sediul liceului

Liceul Teoretic „Jozef Gregor Tajovsky” din Nădlac este primul liceu înființat în România cu predare în limba slovacă. Actual liceul are secții atât în limba slovacă, cât și în limba română.
Liceul își desfășoară cursurile în două clădiri, ambele făcând parte din Ansamblul urban Nădlac, monument istoric cu codul LMI AR-II-a-B-00633.

## Istoric
Deși în Transilvania trăiau zeci de mii de slovaci, înainte de al Doilea Război Mondial în limba slovacă în România existau doar școli elementare confesionale, la care predau învățători din slovaci din Cehoslovacia. Nu exista nicio unitate de învățământ de nivel mediu (gimnaziu/liceu) cu predare în limba slovacă. În urma demersurilor intelectualității din jurul Bisericii Evanghelice și a Uniunii Cehoslovace din România, la 25 noiembrie 1945 a fost înființat la Nădlac Gimnaziul cehoslovac de stat din România (slovacă Štátne českoslovenké gymnázium v Rumunsku). El a funcționat în localul hotelului „Slovac”, fost „Hungária”, donat de parohia Bisericii Evanghelice. Prin decizia Ministerului Educației Naționale nr. 312.757/A/1945 a fost numit director Vasile Anoca, iar Ján Ondrejovič, Ján Repa și Martin Hargaš, profesori.
Inițial au fost discuții privind profilul liceului, opțiunile fiind economic și pedagogic. S-a optat pentru profilul pedagogic deoarece în școlile elementare în limba slovacă din România exista un deficit de cadre didactice, în special după 1948, dată după care învățătorii din Cehoslovacia n-au mai putut veni. Ca urmare, în 1948 instituția și-a schimbat denumirea în Școala pedagogică slovacă (slovacă Slovenská pedagogická škola). Director era tot Vasile Anoca, iar din corpul profesoral mai făceau parte Michal Roháč, Ladislav Hrdlička, Pavel Janečko, Ondrej Fábry, Michal Belán, Ján Repa, Zita Valášková, Teodor Soľanka, Ján Ondrejovič. 
Până în 1956 aici s-au format peste 100 de cadre didactice pentru școlile elementare și grădinițele în limba slovacă. Deși în timp profilul liceului a variat, o dată la 5 ani au mai existat clase pedagogice în limba slovacă,, care până în 1995 au mai dat circa 60 de cadre didactice.
Începând din 1956, Sabin Lucea, directorul școlii elementare române, a făcut demersuri pentru înființarea în Nădlac a învățământului mediu în limba română. În 1959 a început să funcționeze învățământul mediu fără frecvență, iar din 1960 cel la zi, sub denumirea de Școala medie nr. 2 din Nădlac. În 1961 cele două școli, slovacă și română, se unesc într-o singură unitate școlară, cu două secții, în limba română și în limba slovacă.
Până în 1990 denumirea liceului a fost Liceul „George Coșbuc” Nădlac, apoi Grupul Școlar Industrial „Jozef Gregor Tajovsky” Nădlac,  denumirea actuală fiind Liceul Teoretic „Jozef Gregor Tajovsky” Nădlac.